# Campionati europei di triathlon long distance del 1987
I Campionati europei di triathlon long distance del 1987 (III edizione) si sono tenuti a Joroinen, Finlandia.
Tra gli uomini ha vinto l'olandese Axel Koenders, mentre la gara femminile è andata alla britannica Sarah Coope.

## Risultati

### Élite uomini
| Pos. | Nome          | Paese       | Totale  |
| ---- | ------------- | ----------- | ------- |
|      | Axel Koenders | Paesi Bassi | 8:36:22 |
|      | Rob Barel     | Paesi Bassi | 8:43:49 |
|      | Pauli Kiuru   | Finlandia   | 8:50:26 |

### Élite donne
| Pos. | Nome            | Paese       | Totale   |
| ---- | --------------- | ----------- | -------- |
|      | Sarah Coope     | Regno Unito | 9:48:17  |
|      | Sarah Springman | Regno Unito | 9:52:37  |
|      | Irma Zwartkruis | Paesi Bassi | 10:05:02 |